# Chailles
Chailles är en kommun i departementet Loir-et-Cher i regionen Centre-Val de Loire i de centrala delarna av Frankrike. Kommunen ligger i kantonen Blois 2e Canton som tillhör arrondissementet Blois. År 2022 hade Chailles 2 708 invånare.

## Befolkningsutveckling
Antalet invånare i kommunen Chailles
| Referens: INSEE |